# غاري هاينز (لاعب كرة يد)
غاري هاينز (بالإنجليزية: Gary Hines) هو لاعب كرة يد أمريكي في مركز ظهير ‏، ولد في 21 مارس 1984 في أتلانتا في الولايات المتحدة.